# Tūzhāleh
Tūzhāleh (persiska: توژاله) är en ort i Iran.   Den ligger i provinsen Västazarbaijan, i den nordvästra delen av landet, 600 km väster om huvudstaden Teheran. Tūzhāleh ligger 1 588 meter över havet och antalet invånare är 221.
Terrängen runt Tūzhāleh är lite bergig, och sluttar västerut. Runt Tūzhāleh är det ganska glesbefolkat, med 48 invånare per kvadratkilometer. Närmaste större samhälle är Piranshahr, 15,7 km nordväst om Tūzhāleh. Trakten runt Tūzhāleh består i huvudsak av gräsmarker.